# Joseph Adam Lorentz
Joseph Adam Lorentz est un médecin militaire français, né le 19 janvier 1734 à Ribeauvillé (Haut-Rhin) et mort à Salzbourg, en Autriche le 2 pluviôse an IX. Il fut médecin en chef de l'armée du Rhin, ancien membre du conseil de santé des armées, ancien directeur de l' Ḗcole de médecine de Strasbourg, médecin en chef de l'hôpital d'instruction militaire de Strasbourg, médecin en chef des sociétés de médecine de Paris et de Bruxelles.

## Biographie
Fils ainé d'une fratrie de six, il est le fils d'Adam Lorentz, docteur en médecine et médecin-physicien du comté de Ribeaupierre. Joseph Adam Lorentz fit ses études dans les collèges de jésuites de Sélestat et Strasbourg. En 1752, à Strasbourg, il obtient une maîtrise universitaire ès lettres et part pour Montpellier ou, durant trois ans, il fait la première partie de ses études médicales. En 1755, il se rend à Paris ou il suit, pendant un an, les cours d'Astruc au Collège royal de France, Rouelle, Levret, Ferrein et Antoine Petit et fréquente les hôpitaux de la Charité, de la Salpêtrière et l'Hôtel-Dieu.
Rentré à Ribeauvillé en 1756, il pratique la médecine avec son père ou il se forge une excellente réputation, qui lui permet en 1757, à 23 ans, de devenir médecin de l'armée du Rhin alors qu'elle se trouve à Wesel, en Westphalie, dans le cadre de la guerre de Sept Ans, ou il est chargé de soigner 700 malades, dont 500 dysentériques. Cependant, à la fin de 1758, les fatigues dues à ses activités aux avant-postes ayant pris sur sa santé, Joseph Lorentz fut envoyé en convalescence à l'hôpital de Neuf-Brisach avant de prendre un poste à Cassel où il fut chargé du service de plusieurs hôpitaux, jusqu'à la paix en 1763.
La paix revenue, il est nommé en février 1763, à sa demande, médecin militaire de l'hôpital de Neuf-Brisach, et y épouse Louise Marguerite Carlier, qui décèdera quelques mois plus tard, d'une inflammation du cœur. Il quitte alors Neuf-Brisach et est nommé médecin militaire de Sélestat et médecin physicien de la ville.
En 1765, à 31 ans, il publie son premier ouvrage sur les maladies de l'armée du Rhin sous le titre de Morbi detoriolis notoe Gallorum Casta, trans Rhenum sita, ab anno 1757 ad 1762, infestantes.
En 1766, après deux ans et demi de veuvage, il épouse Marie-Geneviève Kuhn, fille du prévôt d'Erstein avec laquelle il aura 4 enfants. Mis à la retraite en 1779, il est nommé en 1788 premier médecin de Hôpital de Strasbourg puis fut désigné Médecin en chef de l'armée du Rhin par acclamation.
Il meurt le 2 pluviôse an IX (22 janvier 1801) en Autriche, à Salzbourg, d'une hernie étranglée. Il fut inhumé dans cette même ville, dans le même temple où ont été déposées les cendres de Paracelse.
Il a pour frère Bernard Lorentz (1740-1820), également médecin militaire et pour neveu, le forestier Bernard Lorentz (1774-1865).